# Clytus larvatus
Clytus larvatus är en skalbaggsart som beskrevs av J. Linsley Gressitt 1939. Clytus larvatus ingår i släktet Clytus och familjen långhorningar. Inga underarter finns listade i Catalogue of Life.